# Serviço Histórico da Defesa
O Serviço Histórico da Defesa (em francês:  Service historique de la Défense, SHD) é o centro de arquivos da Secretaria-Geral de Defesa e Segurança Nacional (SGDSN), do Ministério das Forças Armadas e das Forças Armadas Francesas. Foi criado pelo Decreto nº 2005-36, de 17 de janeiro de 2005, alterado em particular pelo decreto nº 2012-1232 de 5 de novembro de 2012. Este serviço de competência nacional está adstrito à Direcção de Memória, Cultura e Arquivo (DMCA), uma das direções da Secretaria-Geral da Administração (SGA) do Ministério das Forças Armadas, e é responsável pela gestão dos arquivos militares da França.
O SHD inclui cerca de dez sites: o Centro de Arquivo Histórico de Vincennes, Caen e Le Blanc, o Centro de Arquivo de Armamento e Pessoal Civil (CAAPC) de Châtellerault, o Centro de Arquivo de Pessoal Militar (CAPM) de Pau e os locais que constituem o departamento da rede territorial (DRT) em Cherbourg, Brest, Lorient, Rochefort e Toulon. No total, preserva cerca de 450 quilômetros lineares de arquivos, incluindo 100km em Vincennes e 70km em Châtellerault, o que o torna, em volume, o principal serviço de arquivos na França.
O SHD também possui uma das bibliotecas mais prestigiadas da França, que possui mais de um milhão de volumes, do século XV ao XXI. Primeira biblioteca da Europa especializada em história militar, preserva, além de edições raras e encadernações de luxo, numerosos manuscritos - como o caderno de geografia de Luís XVI quando criança ou a Cosomografia Universal, segundo navegadores antigos e modernos de Guillaume le Testu (1556) - ou mesmo coleções originais de mapas e plantas antigas. Em 2018, recebeu o selo "coleções de excelência" como parte do sistema nacional CollEx-Persée, reconhecendo-o como uma biblioteca de referência em história militar.

## História

### Serviços anteriores
O Serviço Histórico da Defesa resultou do reagrupamento, em 2005, de quatro serviços históricos subordinados às diferentes forças armadas (Exército, Marinha, Força Aérea e Gendarmaria Nacional).

#### Serviço Histórico da Marinha

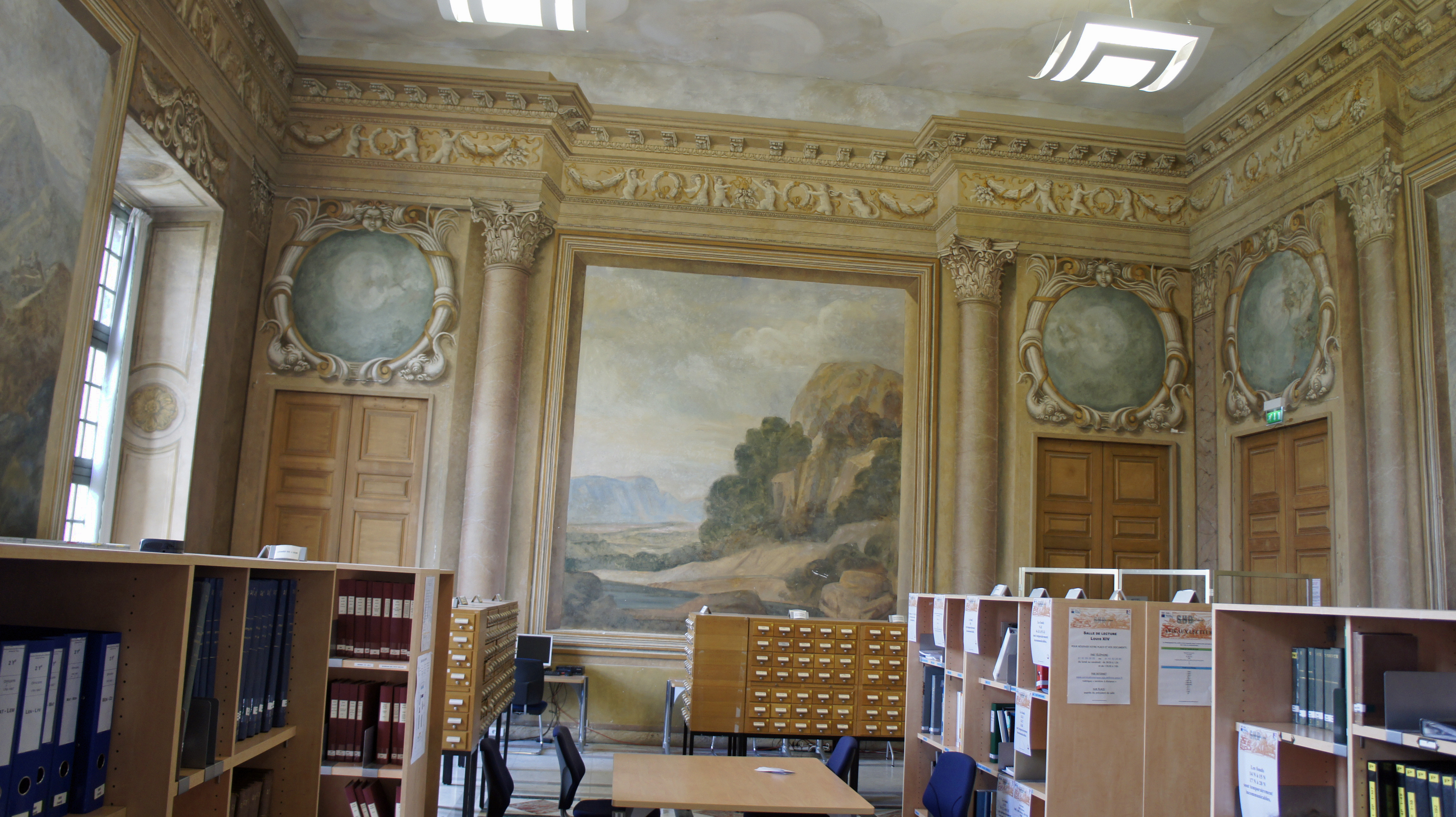
Sala de leitura Luís XIV no Château de Vincennes.

O Serviço Histórico do Exército (SHAT) vem do Depósito de Guerra, cujas responsabilidades históricas foram confiadas em 1887 a uma seção histórica do Estado-Maior do Exército, que se tornou o Serviço Histórico do Exército em 1919 e renomeado como Serviço Histórico do Exército na década de 1970.
O SHAT foi instalado no Château de Vincennes. Mantinha os arquivos do Ministério da Guerra, do SGDSN, da administração central do Ministério da Defesa e do Exército Francês. Quando o Serviço Histórico da Defesa foi criado em 17 de janeiro de 2005, o SHAT passou a ser seu departamento "do exército".

#### Serviço Histórico da Força Aérea
Herdeiro da Direção de Arquivos e Bibliotecas do Ministério da Marinha (criada no século XVII e localizado no Hotel da Marinha em Paris), o histórico serviço da Marinha (SH/Mar ou SHM) foi criado em 20 de julho de 1919 e transferido para o novo edifício na avenida Octave-Gréard. O aumento significativo dos fundos de arquivo forçou a mudança do nível central para o pavilhão da Rainha no Castelo de Vincennes em 1974. O SHM possui filiais portuárias em Cherbourg, Brest, Lorient, Rochefort e Toulon.

#### Serviço Histórico do Exército
A origem do serviço histórico da Força Aérea (SHAA) remonta a dezembro de 1934, quando o "serviço de estudos históricos e geográficos da Aeronáutica". É concomitante com a criação em 1934 da própria “Força Aérea”. O serviço, que sucede à seção aeronáutica existente desde 1930 no serviço histórico do Exército, foi criado pelo Tenente-Coronel Chambe que foi o seu primeiro diretor. Este oficial, colaborador do quadro privado do Ministro da Aeronáutica Victor Denain, é também um reconhecido escritor de aviação. Três missões são então atribuídas a ele: coletar e classificar os arquivos da aeronáutica militar e da força aérea, escrever a história da aviação militar e estabelecer mapas aéreos. Para isso, o serviço recebe os arquivos das unidades da Primeira Guerra Mundial e da antiga diretoria de aeronáutica do Ministério da Guerra. Marcando a sua identidade, mudou-se em 1935 para as instalações do Ministério da Aeronáutica no Boulevard Victor, em Paris.
Após um período de inactividade entre 1936 e 1939, o serviço foi reconstituído sob a designação de Serviço Histórico da Força Aérea (SHAA) e viu reforçadas as suas missões arquivísticas e históricas, em detrimento da sua missão geográfica que desapareceu. A sua atividade não cessou durante a Segunda Guerra Mundial, apesar de uma série de transferências que, de outra forma, prejudicaram muito os seus fundos de arquivo. Recriada em 1945, a SHAA mudou-se para a Escola Militar onde foi anexada ao Centro de Ensino Superior Aéreo (CESA) a partir de 1º de abril de 1946, depois para Versalhes em 1948, e finalmente em 1968 para o Château de Vincennes, com o serviço histórico do Exército, ao qual se juntou em 1974 o da Marinha.
Parte desses arquivos foi destruída diante do avanço das tropas alemãs em 1940. Outro, capturado intacto, foi transferido para a Alemanha para estudo. Depois, foi a vez dos soviéticos recolherem esses arquivos e enviá-los para Moscou como espólios de guerra. Na sequência de um acordo com as autoridades russas, estes arquivos estão em processo de reintegração no serviço francês.
Catégorie:Article à référence souhaitée

#### Serviço Histórico da Gendarmaria Nacional
O serviço histórico da Gendarmaria Nacional (SHGN) foi criado em 1996 em Fort de Charenton em Maisons-Alfort. Ligado ao serviço histórico da Defesa quando foi criado em janeiro de 2005, está presente no Château de Vincennes desde finais de 2006, mas inclui também dois repositórios de arquivo descentralizados, em Fontainebleau (Seine-et-Marne) e Blanc (Indre ). Os documentos destes sites são comunicados na sala de leitura Luís XIV, localizada em Vincennes.

### Serviço atual
Planejados desde o pós-guerra, foram considerados projetos destinados a reunir os diferentes serviços históricos, mas nenhum deles se concretizou antes de 2005. Estes fracassos deveram-se, em particular, às diferenças culturais entre o SHAT, o SHM e o SHAA e as suas respectivas forças.
De 2005 a 2012, a organização do SHD contou sobretudo com quatro departamentos militares (Exército, Marinha, Aeronáutica e Gendarmaria), dos respectivos antigos serviços históricos dos diferentes exércitos, bem como três departamentos transversais (departamento conjunto, ministerial e interministerial), departamento de inovação tecnológica e acesso extraordinário, departamento de público e valorização.
A partir de 2012, o SHD integra o centro de arquivo do pessoal militar (CAPM, antigo serviço central de arquivo administrativo militar ou BCAAM), que anteriormente reportava à direção do serviço nacional.

## Missões
O Serviço Histórico de Defesa assegura, nos próprios termos do decreto que o constitui:
- Controle científico e técnico dos arquivos atuais;
- Controle científico e técnico, coleta, conservação e gestão dos arquivos intermediários da Defesa da sua competência, nos termos fixados em decreto;
- Coleta, conservação e gestão de arquivos definitivos da Defesa;
- A coleta, conservação e gestão de outros documentos atribuídos ou entregues ao Ministério da Defesa, a título oneroso ou gratuito;
- Comunicação de arquivos da Defesa e seu desenvolvimento;
- Exame de pedidos de comunicação, a título derrogatório, de arquivos da Defesa (…);
- Gestão de bibliotecas patrimoniais que estejam sob sua jurisdição;
- A gestão do simbolismo militar.

Este serviço também contribui para trabalhos relativos à história da Defesa.
Numa entrevista publicada em 1º de fevereiro de 2020, o historiador Jean-Marc Berlière mostra-se alarmado com as dificuldades que, ao contrário de uma decisão tomada em 2015 pelo presidente François Hollande, as autoridades estão a disponibilizar para consulta determinados fundos de arquivo, nomeadamente fundos do Serviço Histórico da Defesa relativo à Segunda Guerra Mundial.

## Organização
A organização do SHD baseia-se no decreto alterado de 17 de janeiro de 2005 e no decreto de 5 de novembro de 2012.
O SHD inclui um centro de direção científica e técnica, bem como um gabinete de coordenação, reportando diretamente ao chefe do departamento. Inclui ainda o Centro de Arquivo Histórico, o Centro de Arquivo do Pessoal Militar e o Centro de Arquivo de Armamento e Pessoal Civil, bem como um departamento da biblioteca, um departamento de história e simbolismo e uma secretaria-geral, diretamente ligada à gestão do SHD.
O centro de arquivos históricos está organizado em departamentos:
- Departamento de Coleta e Pesquisa Administrativa;
- Departamento de Arquivos;
- Departamento de Entrada por Via Extraordinária;
- Departamento de Serviços Ao Público.

O centro de arquivos históricos é nomeadamente responsável pelas publicações do SHD (livros, site e a Revue historique des armées).
O centro de arquivos do pessoal militar está organizado em departamentos e escritórios:
- Departamento de Coleta e Conservação de Arquivos;
- Departamento de Exploração e Valorização de Arquivos;
- Gabinete de Gestão, Qualidade e Prevenção;
- Escritório Especializado Profissional.

O Centro dos Arquivos de Armamento e Pessoal Civil está organizado em departamentos e escritórios:
- Departamento dos Arquivos de Armamento;
- Departamento de Registros do Pessoal Civil;
- Escritório Público e de Valorização;
- Gabinete de Gestão, Qualidade e Prevenção.

A secretaria-geral está organizada em gabinetes:
- Escritório de Compras Financeiras ;
- Gabinete de Recursos Humanos;
- Escritório de Infraestrutura, Logística e Segurança Contra Incêndio.

## Chefes recentes dos serviços históricos das forças armadas até 2005 e chefes do Serviço Histórico da Defesa.
| Serviço Histórico do Exército | Serviço Histórico da Marinha | Serviço Histórico da Força Aérea | Serviço Histórico da Gendarmaria Nacional |
| --- | --- | --- | --- |
| - Brigadeiro General Charles de Cossé-Brissac - General Jean Fournier . - General Jean Delmas - Coronel Paul Gaujac (1990-1994) - Brigadeiro-General Jean-Louis Mourrut (1994-1997) - General André Bach (1997-2000) - General Michel Berlaud - General Jean-Jacques Sénant | - Contra-almirante (2S) Jacques Chatelle (1982-1990) - Contra-almirante (2S) Jean Kessler (1990-1996) - Contra-almirante (2S) Jean-Pierre Beauvois (1996-2002) - Contra-almirante (2S) Alain Bellot (2002-2005) | - General Tassin de Saint-Péreuse - General Hayez (até 1974) - General Charles Christienne (1974-1985) - General Lucien Robineau (1985-1994) - General Hugues Silvestre de Sacy (1994-2001) - General Roland Le Bourdonnec (2001-2005) | - Brigadeiro-General Jean-Claude Marion (1996-1998) - Brigadeiro-General Georges Philippot (1998-2003) - Brigadeiro-General Yves-Alain Quentel (2003-2005) |
| Serviço Histórico da Defesa | | | |
| - Vice-almirante Louis Dubessey de Contenson (2005-2008). - General da Divisão (2S) Gilles Robert (2008-2011). - Brigadeiro-General Olivier Paulus (2011-2013). - Brigadeiro General Vincent Leroi (2013-2015) - Administrador Geral Pierre Laugeay (2015-2020) - Curador Geral do Patrimônio Henri Zuber (2020-2021, interino) - Curadora Geral do Patrimônio Nathalie Genet-Rouffiac (2021-2024) . - Administradora Estadual de 2º grau Nadine Marienstras (desde 2024) . | | | |

## Publicações
- Equipe do site (23 de agosto de 2023). «Archives en ligne et bases de données relatives à l'Algérie entre 1830 et 1962». FranceArchives (em francês). Consultado em 28 de dezembro de 2024.